# Божи мир
Божи мир, шзвестно и като движение за Божи мир и Божи договор (на английски: Peace and Truce of God; на латински: Pax et treuga Dei; на немски: Gottesfrieden; на френски: Paix et Trêve de Dieu), е движение за мир през Средновековието, оглавено от Католическата църква.
Нейната цел е да ограничи насилието и агресията на силните (носещи оръжие) спрямо невъоръжения народ Възниква след разпадането на Каролингската империя през IX век и трае до към XIII век. Движението се изразява в организирането на големи събори край свети места или църковни реликви, на които духовниците проповядват спиране на насилието.
Първият Божи мир е обявен през 989 г., на събор в Шару (Charroux), днешна Франция, с цел защита на църковното имущество и невъоръжените духовни лица от някои феодали, които превишавали правата си. През 1027 на събор в Тулуже (Toulouges), Франция, отново е обявен Божи мир в опит да се ограничи насилието по сезони и дни на седмицата, като „носещите оръжие“ сключват Божи договор да не нападат невъоръжени – свещеници, търговци и селяни. На съборите се уточняват местата, където закриляните имат право на неприкосновено убежище. Уговаря се и защита за вдовиците, сираците, домашното имущество и добитъка.
Божият мир изиграва роля за спиране на роднинските вражди между благородниците и отпадането на старите обичаи за кръвно отмъщение. Чрез движението се формира нова представа за войника, която заляга в основата на рицарската етика. Внушението, че онези, които не бива да се нападат, трябва и да се защитават, се превръща в неотменна част от рицарските добродетели.
Въпреки това съборите и Божите договори не отричат професията на войника и необходимостта от война. Целта на Църквата не е да отхвърли войната изобщо, а да я регулира и да превърне войниците в свои защитници и покровители на невъоръжения народ.